# 【LOVE IS BORN】 〜4th Anniversary 2007〜at Hibiya-Yagai Ongaku-Do on 9th of September 2007
『【LOVE IS BORN】 〜4th Anniversary 2007〜at Hibiya-Yagai Ongaku-Do on 9th of September 2007』は、日本のシンガーソングライター、大塚愛のライブビデオ。2008年1月1日にavex traxよりリリースされた。

## 概要
- 2006年に引き続き、日比谷野外音楽堂で行われた誕生日とデビュー周年記念ライブの模様を完全収録。
- 邦楽アーティストとしては日本初となってBlu-ray DiscとHD DVDと通常DVD3規格の同時発売。
- 通常DVD盤のみ初回特典は40ページのフォトブックが付いている。

## 収録内容
1. Birthday Song
2. さくらんぼ
3. Strawberry Jam
4. PEACH
5. HEART
6. 扇子
7. プラネタリウム
8. 夏空
9. ポケット
10. キミにカエル。
11. 甘えんぼ
12. 恋愛写真
13. U-ボート
14. フレンジャー
15. Happy Days
16. ポンポン
17. CHU-LIP

-Encore-
1. クムリウタ
2. SMILY
3. ハニー

## 参加ミュージシャン
- 大塚愛：Vocal

バンドメンバー
- 松本淳：Drums
- 須長和広：Bass
- 友森昭一：Guitar
- 藤井謙二：Guitar
- 小牟田聡：Keyboards
- 鈴木秋則：Keyboards